# Струковці
Струковці (словен. Strukovci) — поселення в общині Пуцонці, Помурський регіон, Словенія. Висота над рівнем моря: 206,5 м.